# 小さな結婚式
小さな結婚式は、株式会社レック（兵庫県神戸市中央区）が全国で運営する結婚式場、および関連サービスの名称である。家族だけ、2人だけなど少人数専門の結婚式を6万7000円（税込。2016年4月時点）から提供している。

## 概要
2000年、兵庫県神戸市にて1号店がオープン。当時の結婚式場としては珍しい披露宴を実施しないスタイル「挙式のみ」のプランを、レンタル衣装、ヘアメイク、写真付きで4万8000円（税込。当時）で販売。何らかの理由で大規模な挙式・披露宴を実施できない、するつもりがない多くのカップルの支持を集める。オープン当初、入店を待つカップルが入り口の前に行列を作ったという結婚式場としては異例のエピソードが残っている。
2001年には東京・青山（現在の表参道店）、2003年には横浜、その後も仙台、大阪、福岡と出店を続け、2016年2月時点では、北海道から沖縄まで全国に21拠点を展開している。同式場の公式サイトによると、年間利用組数は9000件、累計利用組数は5万組とされている。国内の結婚式場としては上場企業に匹敵する規模である（株式会社レックは非上場のため、売上高や利益は非公表）。
サプライズ挙式、親や友達へのプレゼント挙式、ペットと挙式など自由でユニークな結婚式が行える式場としても知られ、テレビや新聞等のメディア取材も多数。2016年4月には、同式場のコンセプトやスタッフの想いが『小さな結婚式～いつか、いい風は吹く～』とのタイトルで劇団TEAM-ODACにより舞台化され、新宿紀伊国屋ホールで上演される。

## 設立の趣旨
入籍したカップルの約半数が結婚式を実施していないことを知った高橋泉（株式会社レック代表取締役社長）が「結婚式を諦めてしまった多くのカップルに温かな結婚式を挙げてもらいたい」という想いで、株式会社レックの一事業としてスタートする。
小規模結婚式という新しい市場を創出したことで、従来の結婚式場やハウスウェディングとは競合せずに多数の顧客を獲得、市場拡大に成功する。

## 挙式プラン
チャペルでの挙式料、レンタル衣裳、ヘアメイク、記念写真など挙式に必要なアイテムを一式取り揃えたプランを4万8000円で実現（2016年4月時点で6万7000円）。その背景として、通常は外部の会社に依頼することが多い衣裳、美容、写真のサービスを自社で担い、内製化することによりコストカットに成功している。あえてシンプルな挙式プランを設けることにより、顧客に合わせたウェディングサービスを提供することができるとしている。

## 沿革
- 2000年（平成12年）4月 - 北野店が開業。
- 2001年（平成13年）2月 - 東京青山店が開業。
- 2002年（平成14年）4月 - 横浜店が開業。
- 2002年（平成14年）2月 - 大阪手塚山店が開業。
- 2004年（平成16年）8月 - 仙台店が開業。
- 2005年（平成17年）10月 - お台場店が開業。
- 2006年（平成18年）8月 - 神戸モザイク店が開業。
- 2007年（平成19年）4月 - 福岡店が開業。
- 2007年（平成19年）7月 - 手塚山店が移転、新たに堀江店として開業。
- 2008年（平成20年）6月 - 札幌店が開業。
- 2009年（平成21年）5月 - 沖縄店が開業。
- 2010年（平成22年）4月 - 京都店が開業。
- 2011年（平成23年）8月 - 表参道サロンが開業。
- 2011年（平成23年）6月 - 品川ベイサイド店を直営化。
- 2011年（平成23年）6月 - 浦和店を直営化。
- 2012年（平成24年）4月 - 横浜店が移転、日本大通りから元町・中華街へ。
- 2012年（平成24年）11月 - 沖縄サロンが開業。
- 2015年（平成27年）3月 - テーマソングに沢井美空さん『Happy Day～ありがとう、あなたで良かった。～』を起用。
- 2015年（平成27年）4月 - 小樽店が開業。
- 2015年（平成27年）6月 - 千葉サロンが開業。
- 2015年（平成27年）9月 - 名古屋店が開業。
- 2016年（平成28年）2月 - 金沢サロンにチャペルオープン。
- 2016年（平成28年）4月 - 劇団TEAM-ODACによる舞台『小さな結婚式～いつか、いい風は吹く～』が新宿紀伊国屋ホールで上映。